# Elói Mendes
Elói Mendes, é um município brasileiro do estado de Minas Gerais. Pertence à Mesorregião do Sul e Sudoeste de Minas e à Microrregião de Varginha.
De acordo com o Instituto Brasileiro de Geografia e Estatística, sua população em 2022 foi recenseada em 26 336 habitantes.

## História

Igreja matriz de Elói Mendes, 1963. Arquivo Nacional.

Os registros mais antigos da presença humana no atual território mineiro datam de há cerca de 11.500 anos. Trata-se de “Luzia”, restos humanos identificados no sítio arqueológico Lapa Vermelha IV, localizado no município de Lagoa Santa. De acordo com os estudos mais recentes, este e outros vestígios esqueletais encontrados na região indicam tanto um povoamento muito antigo do continente americano quanto uma diversidade genética maior do que se imaginava até então.
Até o presente momento, o município de Elói Mendes conta com apenas um sítio arqueológico conhecido. Trata-se do Sítio dos Olhos, um antigo assentamento indígena associado à Tradição Aratu-Sapucaí. Identificado em 1970, quando os proprietários da Fazenda dos Óleos preparavam a terra de um morro de pequenas dimensões para plantio de café, o sítio contava com diversas urnas funerárias, instrumentos líticos e outros fragmentos de utensílios cerâmicos. Na época, a descoberta do sítio chegou a ser noticiado no Jornal do Brasil, sendo especulado (embora nunca confirmado) que os vestígios pertenceriam aos Cataguases. Também conhecidos como Mandiboias, habitavam os vales dos rios Sapucaí e Dourado durante os primeiros séculos de colonização portuguesa, fato que levou boa parte do atual território mineiro a ser outrora conhecido como “Sertão dos Cataguases”.
Embora tenham restado poucas informações a respeito dos grupos indígenas que habitavam a região sul de Minas Gerais por volta do século XVI, quando teve início a colonização europeia, algumas fontes indicam a presença de Tamoios, Puris (também conhecidos como Coroados), Caiapós, Bororos e Lopos, além dos já mencionados Cataguases. Embora os Tamoios (termo originário "ta'mõi", que, em língua tupi, significa "avós") habitassem áreas próximas da atual divisa com o estado de São Paulo, junto à Serra da Mantiqueira, algumas fontes indicam que só teriam lá se estabelecido após a chegada dos portugueses no litoral. Tal ação teria caráter de fuga, tendo em vista a sistemática escravização imposta pelos lusitanos às populações ameríndias litorâneas. Já os Puris, também chamados de Coroados, se estendiam por toda a região entre a margem direita do rio Doce e o vale setentrional do rio Paraíba do Sul. Caiapós e Bororos, por sua vez, habitavam áreas próximas do rio das Velhas e rio Grande, sendo os primeiros frequentemente retratados pelos europeus como hostis, o que teria atrasado sobremaneira a consequente expansão portuguesa sobre seu território. Por fim, também os Lopos habitavam as matas da Serra da Mantiqueira, a qual chegou a ser conhecida como Serra dos Lopos até o século XVIII, dada à quantidade de aldeias que lá existiam.
Embora falantes de idiomas diferentes, Puris, Caiapós e Bororos são geralmente classificados como pertencentes ao tronco Macro-Jê, sendo os Tamoios e Lopos associados ao tronco linguístico Tupi-Guarani. Semi-sedentários, todos estes grupos alteravam a localização de seus assentamentos conforme a disponibilidade de recursos, o que faz com que diversas rotas fluviais e terrestres tenham sido percorridas e habitadas ao longo do sul do atual estado de Minas Gerais. As residências eram relativamente pequenas, sendo variados os espaços de convívio e habitação conforme as práticas culturais de cada um dos grupos. Nessa região, sabe-se que os cultivares mais frequentemente plantados pelos ameríndios era o milho, algodão e tubérculos, sendo comum também o manejo de diversas árvores frutíferas, com destaque para a colheita de castanhas da sapucaia. A presença portuguesa no território meridional mineiro se deu primeiro com as entradas e bandeiras durante o século XVII, quase todas partindo de vilas paulistas como São Vicente e São Paulo de Piratininga. O objetivo oficialmente declarado de tais empreitadas pelo interior brasileiro era a descoberta de metais preciosos, como ouro e prata, embora a escravização de indígenas para uso nas plantações de cana-de-açúcar com frequência foi o principal motivador. Das diversas expedições que atravessaram a região, ficaram famosas as de João Botafogo (1596), André Leão (1601), Martim Correa de Sá, Padre João Farias, Matias Cardoso de Almeida (1664) e Fernão Dias Paes Leme (1674). De acordo com as fontes históricas, este último teria angariado cerca de 600 homens em busca de esmeraldas e indígenas para apresamento. Em homenagem ao ocorrido, indubitavelmente um dos vários meios pelo qual se assegurou a posse portuguesa dessas terras, o nome do bandeirante segue eternizado na Rodovia BR-381, a qual liga os estados de Minas Gerais e São Paulo. Cabe citação também as incursões do bandeirante Lourenço Castanho Tacques, o Moço, pelo baixo vale do rio Sapucaí em fins do século XVII, sendo este responsável pela expulsão dos índios Cataguases daquela região.
As últimas décadas dos Seiscentos também marcam a descoberta de minas de ouro ao norte dos sertões mais conhecidos da Capitania de São Paulo, suscitando uma intensificação da presença de colonos na região. Com isso, fortalece-se a exploração de territórios em busca de novos veios de metais preciosos, bem como fundação de arraiais, povoados e fazendas (em especial, voltadas para o plantio da cana-de-açúcar) em algumas áreas do atual estado mineiro. Após numerosos conflitos entre os próprios colonos e também contra a administração colonial – como a famosa Guerra dos Emboabas e Revoltas de Pitangui e Vila Rica –, casos que evidenciaram a necessidade de estabelecer controle mais efetivo sobre a exploração aurífera regional, em 1720 a capitania de São Paulo e Minas de Ouro foi dividida. Com isso, em 12 de setembro daquele ano é criada a Capitania de Minas Gerais, sendo sua capital a já mencionada Vila Rica (atual Ouro Preto) e seu primeiro governador, Dom Lourenço de Almeida. Conflitos seguidos, desvio da produção aurífera, escassez de alimentos e outros recursos também provocaram medidas administrativas especificamente voltadas para a regularização da ocupação territorial da capitania.
Segundo consta, o povoamento do vale do Sapucaí por pequenos arraiais teve início já nas primeiras décadas do século XVIII, caso do povoado de Campanha, embora as autoridades da Capitania tivessem declarado os sertões proibidos para ocupação em 1736. Contudo, data de 1792 a primeira evidência de ocupação da região do ribeirão da Mutuca (atual município de Eloi Mendes), sendo proveniente de um termo de óbito feito em Campanha em 5 de março daquele ano. Embora não seja bem conhecida a origem do chamado arraial da Mutuca, sabe-se que o povoado teria sido fundado em 1810, por ordem do Frei Cypriano de São José, o qual teria mandado erigir uma capela em honra ao Divino Espírito Santo no local. Tal edificação religiosa teria sido uma reivindicação de Dona Francisca do Espírito Santo, viúva e herdeira da Fazenda do Morro Preto (justamente onde a capela foi erguida), tendo em vista a grande distância das igrejas dos centros populacionais mais desenvolvidos na época.
Em setembro de 1828, o povoado teria sido elevado à categoria de distrito de paz. Durante as décadas subsequentes, já sob administração imperial, o paulatino aumento demográfico proporcionou sua elevação à Paróquia em 1º de junho de 1850 e, seis anos após, pela Lei provincial n.º 769, de 02 de maio de 1856, foi elevado à categoria de distrito com a denominação de Espírito Santo da Mutuca. Por volta de 1870, o distrito consistia em um agrupamento de casas no entorno da capela construída no início do século XIX, tendo esta já passada por ampliações e modificações arquitetônicas, sendo acrescidas duas torres ao corpo central.
Por conseguinte, o nome da localidade é modificado pelo Decreto n.º 194, de 22 de setembro de 1890, passando a se chamar Espírito Santo do Pontal. Finalmente, em 30 de agosto de 1911, a Lei n.º 556 eleva o então distrito à categoria de município, desmembrando-o do município de Varginha e nomeando-o Elói Mendes.
O nome provém do capitão Joaquim Elói Mendes, conhecido posteriormente como Barão de Varginha, sendo este – juntamente com seu irmão, João Pedro Mendes – responsável por diversas melhorias no povoado ao longo do século XIX, como a primeira escola pública em 1909. Nascido em 1826 no povoado que posteriormente daria o nome, era filho de João José Mendes e de Bárbara Maria Rangel, recebendo o título de “Barão de Varginha” em 27 de junho de 1888. Tendo falecido em 1913, o barão chegou a ver seu povoado de origem tornar-se um município, reivindicação política da qual teria sido um dos principais defensores. Sepultado na própria cidade, o túmulo do Barão de Varginha é considerado patrimônio histórico municipal.
Também do século XIX data a introdução da cafeicultura na região, o qual logo se tornou um dos principais produtos agrícolas de Eloi Mendes ao longo das décadas seguintes. Nesse mesmo período são planejadas e construídas linhas ferroviárias pelo sul de Minas Gerais, como a Minas and Rio Railway Co. (1880), E. F. Muzambinho (1887) e Cia. E. F. Sapucaí (1887), as quais foram por várias décadas o principal eixo exportador da produção agropecuária de Eloi Mendes e região.
Por fim, Eloi Mendes conta com os seguintes bens materiais e imateriais, tombados e registrados, respectivamente, enquanto patrimônio histórico e cultural municipais. São eles:

- Caixa d'água;

- Capela do Hospital Nossa. Senhora da Piedade

- Capela do Pretório;

- Colégio São Luís Gonzaga

- Igreja Matriz do Divino Espírito Santo, construída na década de 1930 em estilo neo-românico;

- Club Eloi Mendes (Casa da Cultura);

- Prédio Targino Nogueira;

- Igreja Nossa Senhora do Rosário;

- Praça da Bandeira (conjunto paisagístico);

- Praça da Matriz (conjunto paisagístico);

- Praça do Rosário (conjunto paisagístico);

- Praça São Sebastião (conjunto paisagístico);
- Monumento do Cristo de Elói Mendes;
- Monumento do Espírito Santo;
- Monumento do Café;
- Tumulo do Barão "Joaquim Eloy Mendes"

- Praça do Pretório (conjunto paisagístico);

- Imagem do Senhor Morto (bem móvel tombado);
- Imagem de Nossa Senhora do Carmo (bem móvel tombado);
- Folias de Reis de Elói Mendes (bem Imaterial registrado);
- As Pastorinhas de Elói Mendes (bem imaterial registrado).

## Geografia

### Altitudes
- altitude máxima: 1.084 m. Local: Cab. Córrego Pitangueira
- altitude mínima: 793 m. Local: Represa de Furnas
- altitude no centro da cidade: 889,36 m

### Temperaturas
- média anual: 19,6 °C
- média máxima anual: 26,9 °C
- média mínima anual: 14,3 °C
- índice médio pluviométrico anual: 1.592,7 mm

### Relevo
Porcentagens da topografia: plano: 10%; ondulado: 65%; montanhoso: 25%

### Hidrografia
- rios: Rio Sapucaí, Ribeirão São Domingos, Represa de Furnas e Rio Verde
- bacia: Bacia Rio Grande

Fontes: Instituto de Geociências Aplicadas - IGA (CETEC), Fundação Instituto Brasileiro de Geografia e Estatística - IBGE

### Informações rodoviárias
- Principais rodovias de acesso à capital Belo Horizonte: BR-491, BR-381
- Principais rodovias que servem ao município: BR-491, BR-267, MG-167, BR-381

### Municípios limítrofes
Três Pontas, Paraguaçu, Cordislândia, Monsenhor Paulo e Varginha.
Fontes: Departamento de Estradas de Rodagem do Estado de MG, Ferrovia Centro Atlântica - FCA, Estrada de Ferro Vitória Minas, Diretoria de Eletrônica e Proteção ao Voo / Ministério da Aeronáutica.

### Agropecuária
Os principais produtos agrícolas desenvolvidos no município, são o café em sua relevante importância para o comércio e a economia local, o arroz que é comercializado em casca, amendoim em casca, a banana, a cana de açúcar, feijão, mamona, mandioca e o milho. Na pecuária eloiense encontramos a criação de diversos tipos de animais, como asisinos, bovinos, bubalinos, caprino, eqüinos, galínaceos, muares, ovinos e suínos.

## Turismo
A vocação turística do Município de Elói Mendes é grande, vez que o mesmo é cortado por vários cursos de água, tendo como principais os rios Verde, Sapucaí e São Domingos, dentre outros, além de cachoeiras e o grande Lago de Furnas, cercado por muitos morros onde podem ser desenvolvidas várias atividades turísticas.
Um dos atrativos é o monumento do Cristo Redentor, uma estátua de 39 metros de altura, uma das maiores do país.